# Sa Majesté Sanga Balende
El Sa Majesté Sanga Balende, anteriorment conegut the Union of South Kasai, és un club de futbol congolès de la ciutat de Mbuji-Mayi.

## Palmarès
- Lliga de la República Democràtica del Congo de futbol:[2]
  - 1983